# Hermandad Penitencial del Santísimo Cristo del Espíritu Santo (Zamora)
La Hermandad Penitencial del Santísimo Cristo del Espíritu Santo es una cofradía religiosa católica de la ciudad de Zamora, España. Tiene su sede en la Iglesia del Espíritu Santo, parroquia del barrio del mismo nombre. Forma parte de la Semana Santa de Zamora con su procesión del Viernes de Dolores.

## Historia

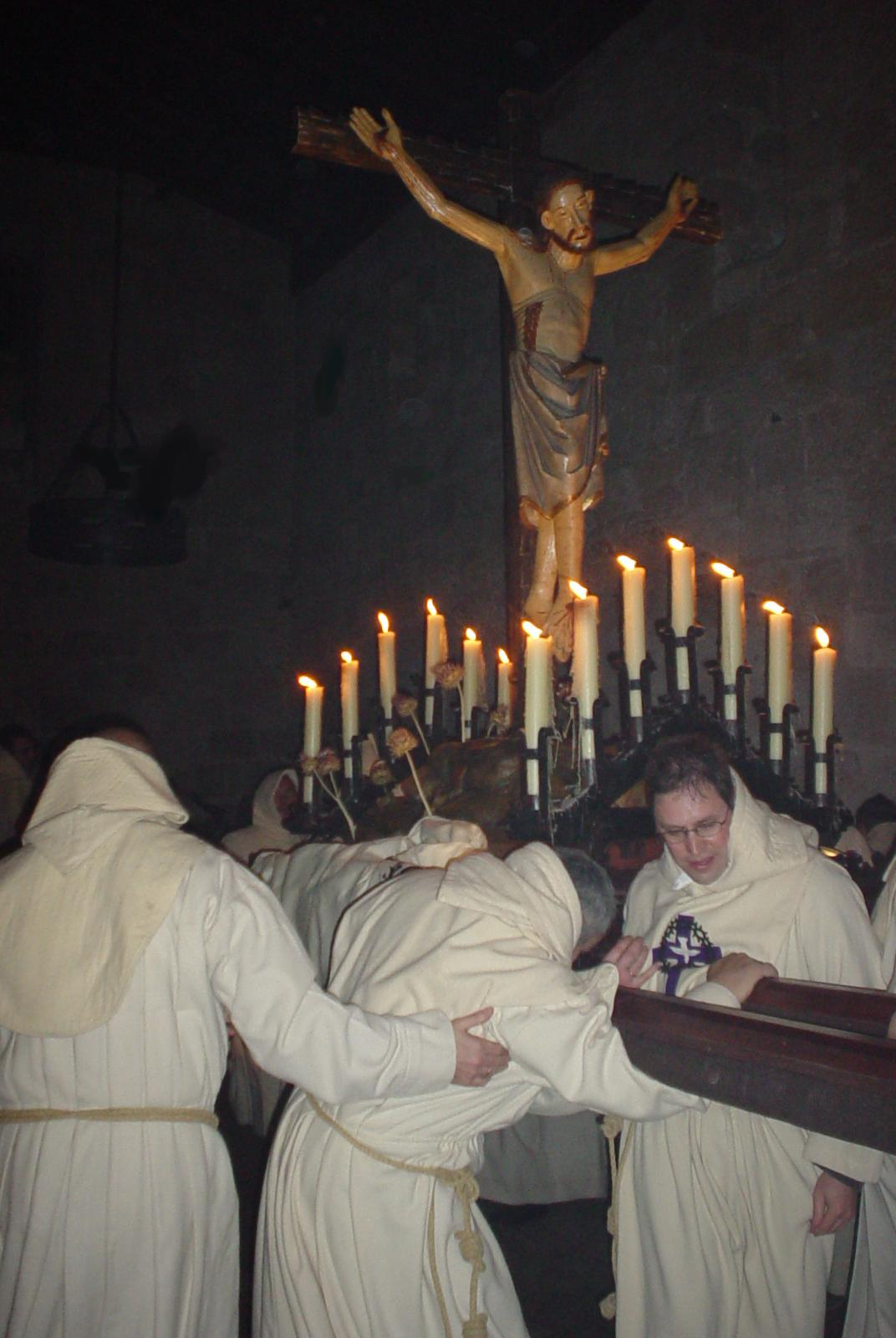
Cristo del Espíritu Santo

La hermandad se funda en 1974 por un grupo de hermanos encabezados por Francisco Gustavo Cuesta de Reyna con el fin de rendir culto a una imagen de Cristo de la Iglesia del Espíritu Santo. Esta imagen se había descubierto algunos años antes, habiendo permanecido un largo periodo de tiempo emparedada.
Sus estatutos fueron aprobados el 12 de diciembre de 1974 por el obispo metropolitano de Astorga y administrador apostólico de la sede vacante de Zamora, Don Antonio Briva Miravent. 
Desde un comienzo, la hermandad tuvo importantes diferencias con la Junta Pro Semana Santa lo que le llevaron inicialmente a no ingresar como el resto de cofradías penitenciales zamoranas. Se mantuvo apartada de esta institución hasta 1998. 
Esta hermandad presenta en su salida penitencial una estética medievalizante muy característica, deudora del espíritu emanado del Concilio Vaticano II y presente en otras hermandades de la zona como la zamorana del Cristo de la Buena Muerte (1974) o la salmantina del Amor y de la Paz (1971).
Inició una reforma de sus estatutos en 2006, siendo aprobados en 2010, permitiendo la pertenencia de las mujeres a hermandad en igualdad de derechos. Esto generó cierta polémica.

## Imagen
Se trata de una imagen tallada en madera y policromada de Cristo crucificado de 150cm de altura, menor por tanto que el tamaño natural y de modesta factura. Es de autor anónimo y está fechada a finales del siglo XIV. Recibe culto a lo largo del año en la Iglesia del Espíritu Santo.

## Hábito

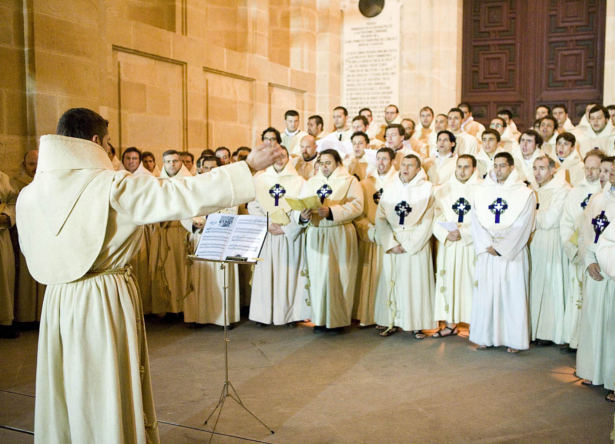
El Coro del Espíritu Santo interpretando un motete en el Atrio de la Catedral

Consta de túnica ceñida por un cíngulo y cogulla de estameña blanca, con sandalias de cuero. Los hermanos portan faroles de mano. Todo el conjunto tiene inspiración monacal.

## Cultos, caridad y formación
La hermandad celebra los siguientes cultos anuales: 
- En cuaresma se celebra la misa de imposición de cíngulos y promesa de cumplimiento de estatutos a los nuevos hermanos. También se celebra un solemne Triduo a la imagen titular.[2]
- Durante la cuaresma tiene lugar la catequesis obligaria para los aspirantes a formar parte de la hermandad.
- El sábado más próximo al 14 de septiembre, en torno a la festividad de la Exaltación de la Santa Cruz, la hermandad celebra su Fiesta anual, aplicando la eucaristía por los hermanos fallecidos.
- La cofradía realiza también algunas labores de acción y solidaridad social en el barrio durante el año, en distintas campañas.[3]

## Música
La hermandad cuenta con coro propio de voces masculinas que acompaña con sus cantos tanto los cultos como la procesión. Varias piezas escritas por el músico zamorano Miguel Manzano forman el repertorio: Crux Fidelis y Christus Factus Est. En el año 2015 por donación de Miguel Manzano se añade al repertorio musical las obras Adoramus te Christe para cantar durante la procesión y las Lamentaciones de Jeremias que se entona en el acto de la Catedral entre la repetición del motete Christus Factus Est

## Galería

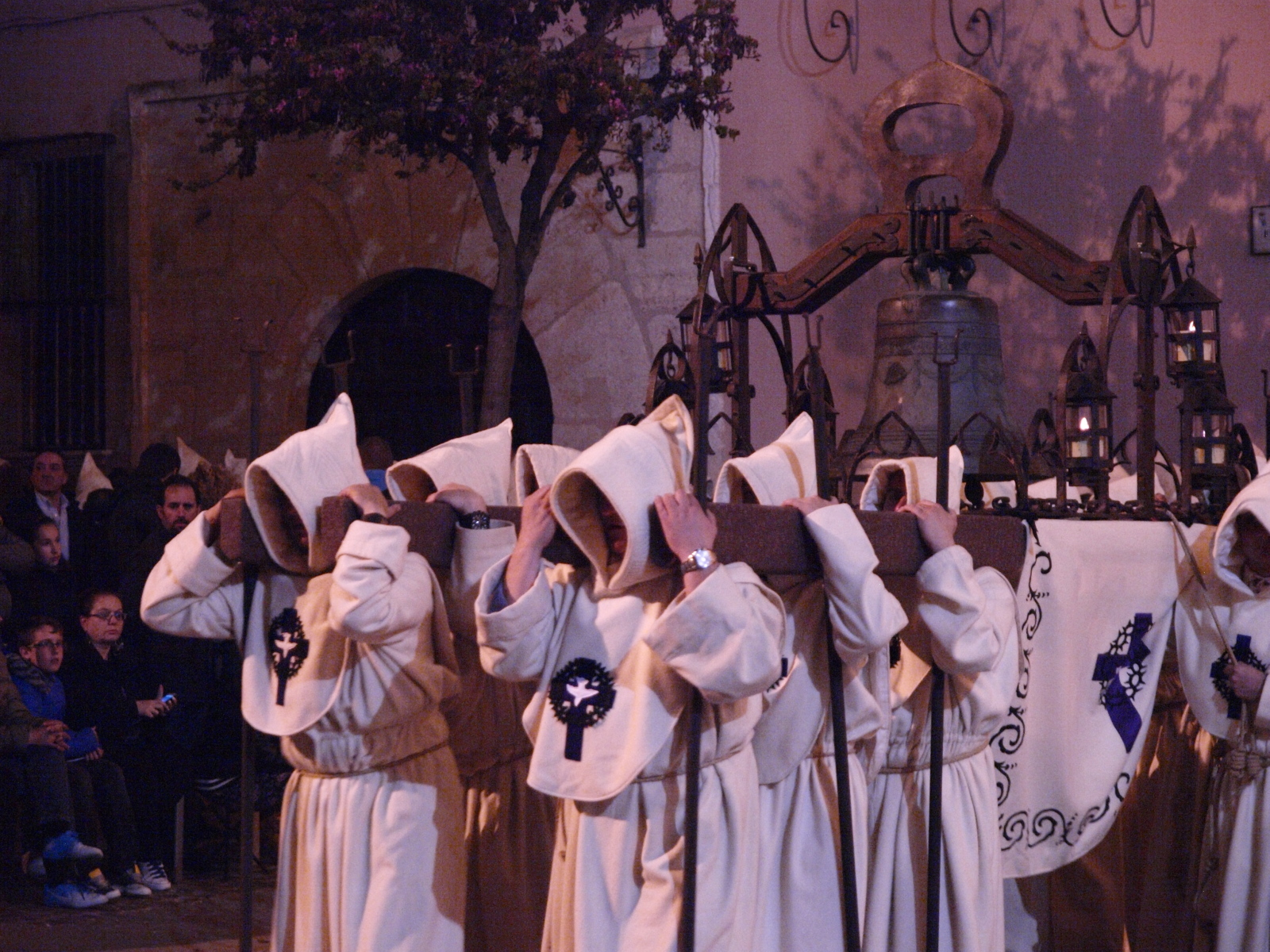
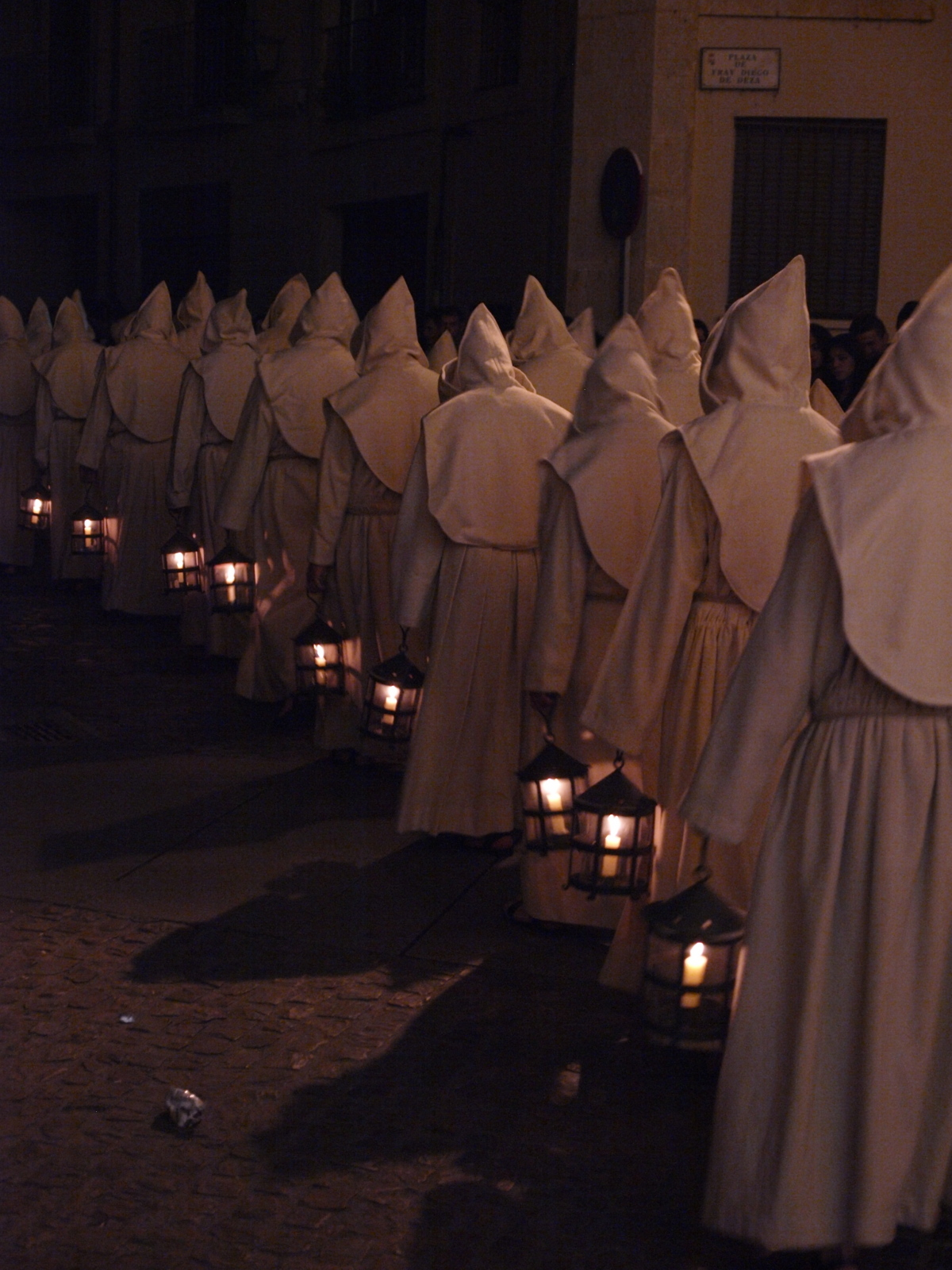
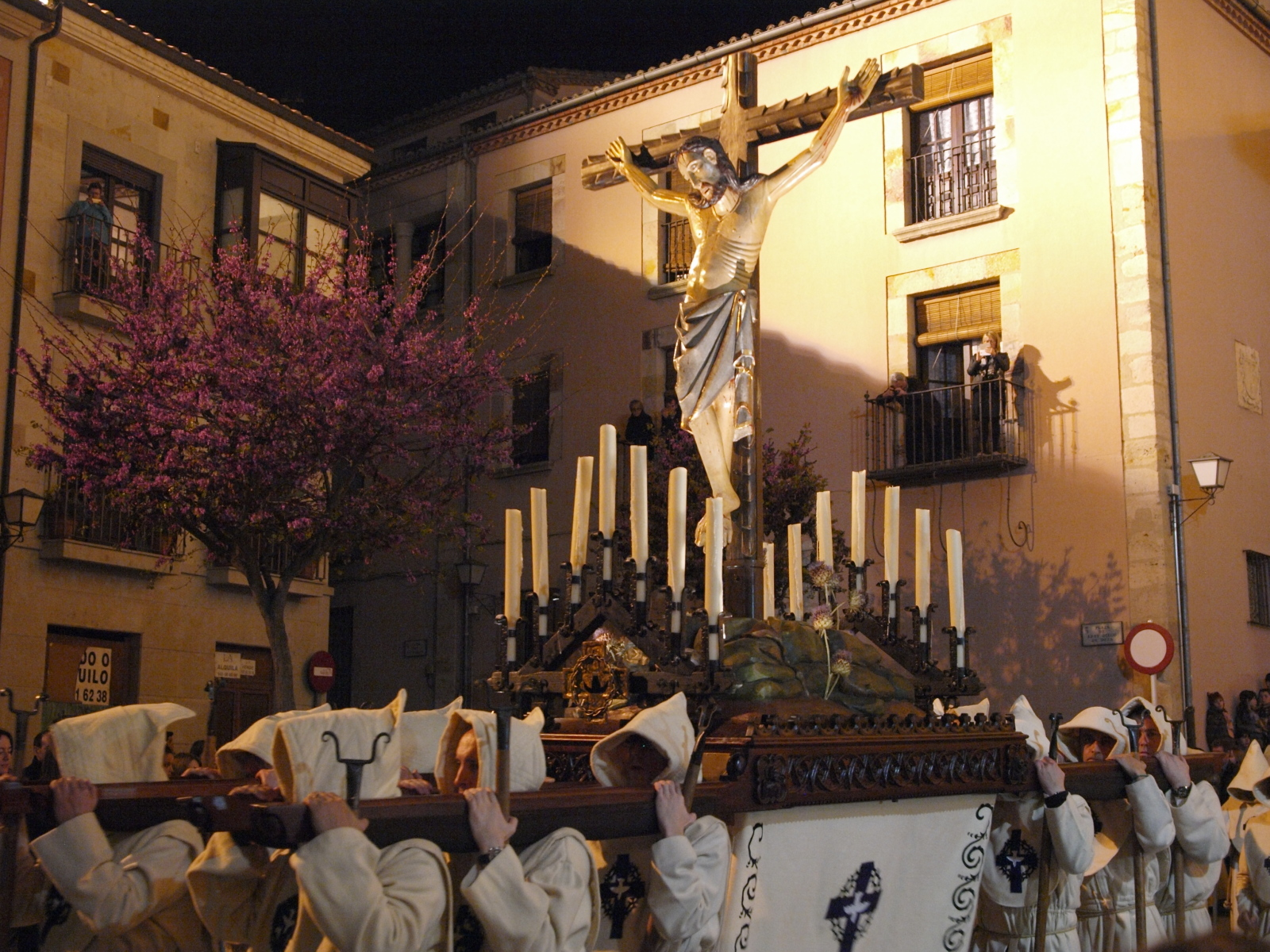
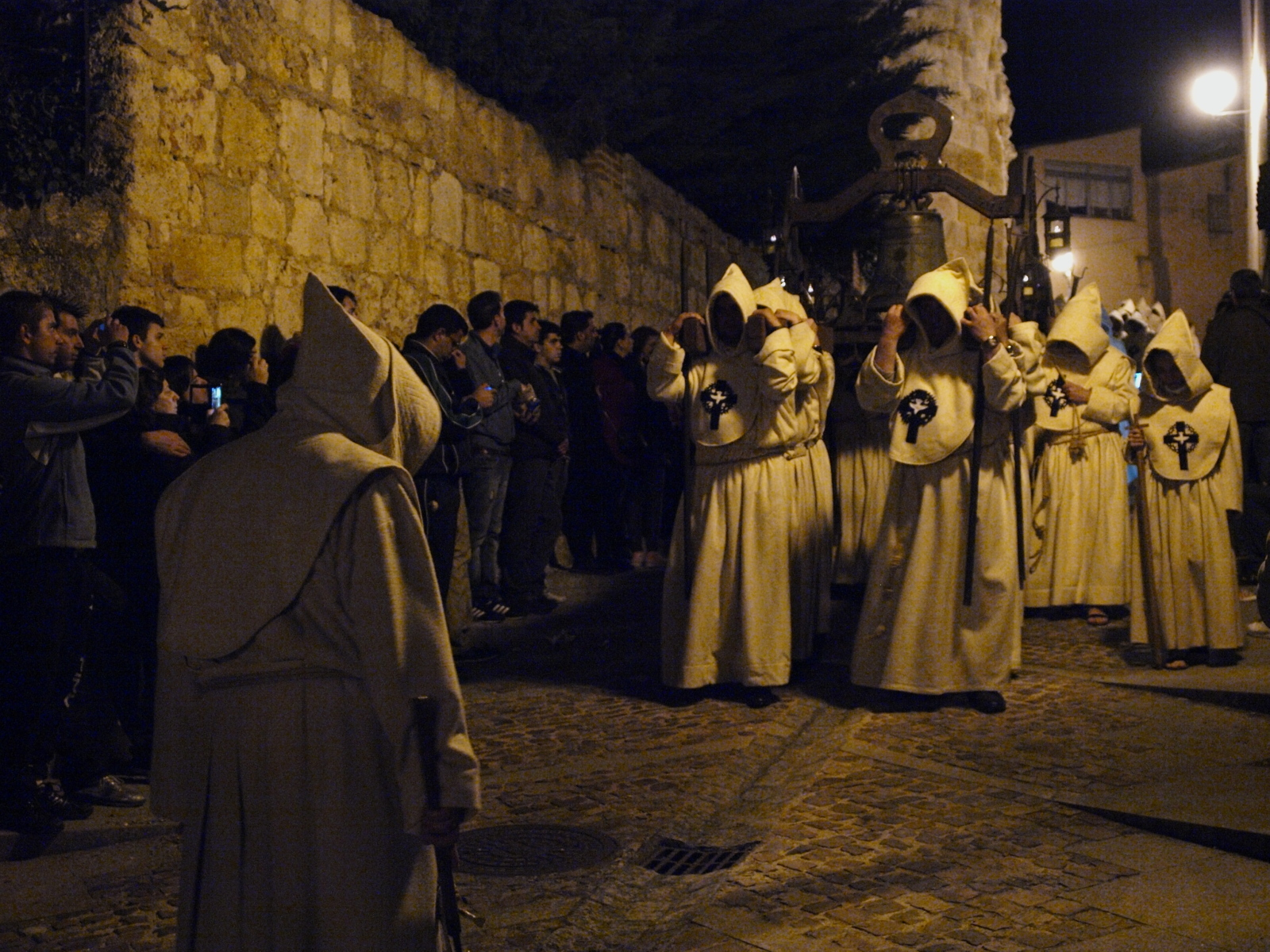
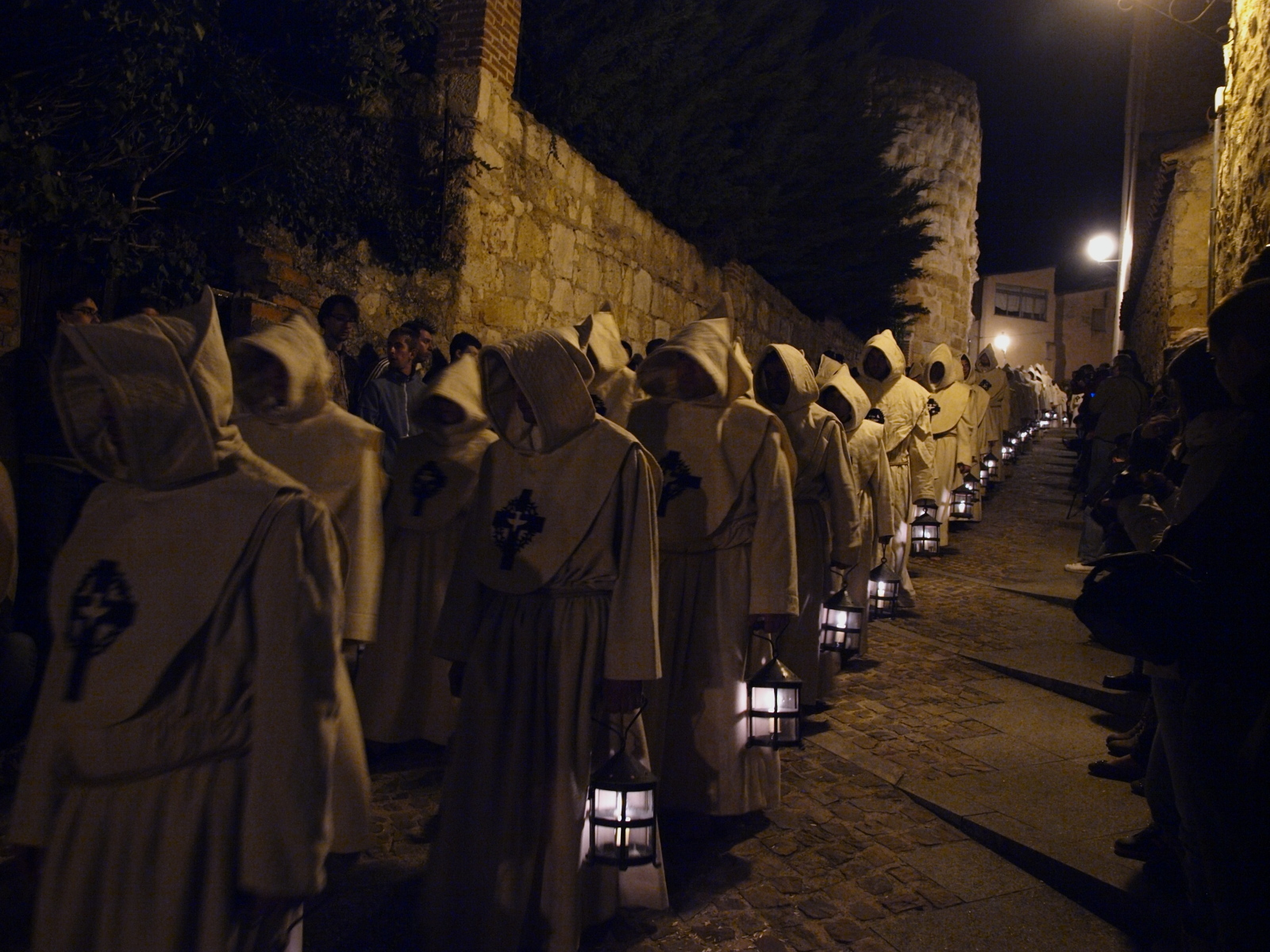
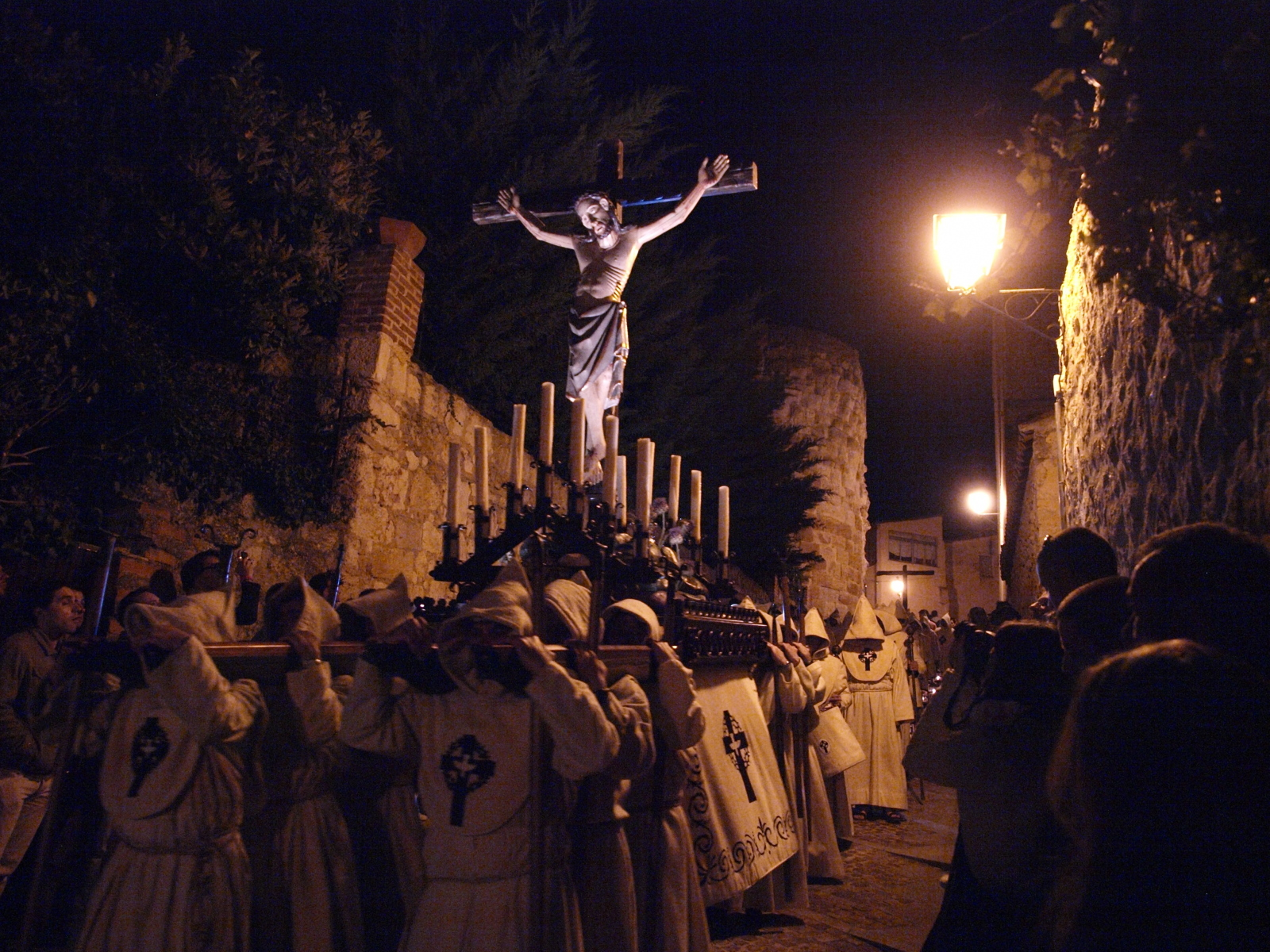